# 3.ª etapa de la Vuelta a España 2023
La 3.ª etapa de la Vuelta a España 2023 tuvo lugar el 28 de agosto de 2023 con inicio en Suria y final en Arinsal, Andorra sobre un recorrido de 158,5 km. Primer final en alto de la edición, la victoria fue para el belga Remco Evenepoel del Soudal Quick-Step y se convirtió en el nuevo líder.

## Clasificación de la etapa[2]
| Suria - Arinsal | etapa de montaña | (158,5 km) |

| \| Clasificación de la etapa \| Clasificación de la etapa \| Clasificación de la etapa \| Clasificación de la etapa \| Clasificación de la etapa \| \| Ciclista \| Ciclista \| Equipo \| Tiempo \| \| \| ------------------------- \| ------------------------- \| ------------------------- \| ------------------------- \| ------------------------- \| \| 1.º \| Remco Evenepoel \| Soudal Quick-Step \| 4 h 15 min 39 s \| \| \| 2.º \| Jonas Vingegaard \| Jumbo-Visma \| + 1 s \| \| \| 3.º \| Juan Ayuso \| UAE Team Emirates \| + 1 s \| \| \| 4.º \| Primož Roglič \| Jumbo-Visma \| + 1 s \| \| \| 5.º \| Marc Soler \| UAE Team Emirates \| + 1 s \| \| \| 6.º \| Enric Mas \| Movistar Team \| + 1 s \| \| \| 7.º \| Lenny Martinez \| Groupama-FDJ \| + 1 s \| \| \| 8.º \| Cian Uijtdebroeks \| Bora-Hansgrohe \| + 1 s \| \| \| 9.º \| João Almeida \| UAE Team Emirates \| + 1 s \| \| \| 10.º \| Aleksandr Vlásov \| Bora-Hansgrohe \| + 1 s \| \| |                   |                   |                 |
| |                   |                   |                 |
| Fuente: ProCyclingStats |                   |                   |                 |
| Clasificación de la etapa |                   |                   |                 |
| Ciclista | Ciclista          | Equipo            | Tiempo          |
| 1.º | Remco Evenepoel   | Soudal Quick-Step | 4 h 15 min 39 s |
| 2.º | Jonas Vingegaard  | Jumbo-Visma       | + 1 s           |
| 3.º | Juan Ayuso        | UAE Team Emirates | + 1 s           |
| 4.º | Primož Roglič     | Jumbo-Visma       | + 1 s           |
| 5.º | Marc Soler        | UAE Team Emirates | + 1 s           |
| 6.º | Enric Mas         | Movistar Team     | + 1 s           |
| 7.º | Lenny Martinez    | Groupama-FDJ      | + 1 s           |
| 8.º | Cian Uijtdebroeks | Bora-Hansgrohe    | + 1 s           |
| 9.º | João Almeida      | UAE Team Emirates | + 1 s           |
| 10.º | Aleksandr Vlásov  | Bora-Hansgrohe    | + 1 s           |

## Clasificaciones al final de la etapa

### Clasificación general[3]
| \| Clasificación general \| Clasificación general \| Clasificación general \| Clasificación general \| Clasificación general \| \| Ciclista \| Ciclista \| Equipo \| Tiempo \| \| \| --------------------- \| --------------------- \| --------------------- \| --------------------- \| --------------------- \| \| 1.º \| Remco Evenepoel \| Soudal Quick-Step \| + 8 h 43 min 11 s \| \| \| 2.º \| Enric Mas \| Movistar Team \| + 5 s \| \| \| 3.º \| Lenny Martinez \| Groupama-FDJ \| + 11 s \| \| \| 4.º \| Jonas Vingegaard \| Jumbo-Visma \| + 31 s \| \| \| 5.º \| Aleksandr Vlásov \| Bora-Hansgrohe \| + 33 s \| \| \| 6.º \| Cian Uijtdebroeks \| Bora-Hansgrohe \| + 33 s \| \| \| 7.º \| Romain Bardet \| Team DSM-Firmenich \| + 35 s \| \| \| 8.º \| Santiago Buitrago \| Bahrain Victorious \| + 35 s \| \| \| 9.º \| Wilco Kelderman \| Jumbo-Visma \| + 37 s \| \| \| 10.º \| Primož Roglič \| Jumbo-Visma \| + 37 s \| \| |                   |                    |                   |
| |                   |                    |                   |
| Fuente: ProCyclingStats |                   |                    |                   |
| Clasificación general |                   |                    |                   |
| Ciclista | Ciclista          | Equipo             | Tiempo            |
| 1.º | Remco Evenepoel   | Soudal Quick-Step  | + 8 h 43 min 11 s |
| 2.º | Enric Mas         | Movistar Team      | + 5 s             |
| 3.º | Lenny Martinez    | Groupama-FDJ       | + 11 s            |
| 4.º | Jonas Vingegaard  | Jumbo-Visma        | + 31 s            |
| 5.º | Aleksandr Vlásov  | Bora-Hansgrohe     | + 33 s            |
| 6.º | Cian Uijtdebroeks | Bora-Hansgrohe     | + 33 s            |
| 7.º | Romain Bardet     | Team DSM-Firmenich | + 35 s            |
| 8.º | Santiago Buitrago | Bahrain Victorious | + 35 s            |
| 9.º | Wilco Kelderman   | Jumbo-Visma        | + 37 s            |
| 10.º | Primož Roglič     | Jumbo-Visma        | + 37 s            |

### Clasificación por puntos[4]
| Clasificación por puntos | Clasificación por puntos | Clasificación por puntos | Clasificación por puntos | Clasificación por puntos |
| Ciclista                 | Ciclista                 | Equipo                   | Puntos                   |                          |
| ------------------------ | ------------------------ | ------------------------ | ------------------------ | ------------------------ |
| 1.º                      | Andrea Vendrame          | AG2R Citroën Team        | 42 pts                   |                          |
| 2.º                      | Andreas Kron             | Lotto Dstny              | 30 pts                   |                          |
| 3.º                      | Kaden Groves             | Alpecin-Deceuninck       | 25 pts                   |                          |
| 4.º                      | Remco Evenepoel          | Soudal Quick-Step        | 20 pts                   |                          |
| 5.º                      | Andrea Piccolo           | EF Education-EasyPost    | 20 pts                   |                          |
| 6.º                      | Andrea Bagioli           | Soudal Quick-Step        | 19 pts                   |                          |
| 7.º                      | Jonas Vingegaard         | Jumbo-Visma              | 17 pts                   |                          |
| 8.º                      | Javier Romo              | Astana Qazaqstan Team    | 17 pts                   |                          |
| 9.º                      | Rune Herregodts          | Intermarché-Circus-Wanty | 17 pts                   |                          |
| 10.º                     | Fernando Barceló         | Caja Rural-Seguros RGA   | 17 pts                   |                          |

### Clasificación de la montaña[5]
| Clasificación de la montaña | Clasificación de la montaña | Clasificación de la montaña | Clasificación de la montaña | Clasificación de la montaña |
| Ciclista                    | Ciclista                    | Equipo                      | Puntos                      |                             |
| --------------------------- | --------------------------- | --------------------------- | --------------------------- | --------------------------- |
| 1.º                         | Remco Evenepoel             | Soudal Quick-Step           | 10 pts                      |                             |
| 2.º                         | Eduardo Sepúlveda           | Lotto Dstny                 | 10 pts                      |                             |
| 3.º                         | Matteo Sobrero              | Team Jayco AlUla            | 6 pts                       |                             |
| 4.º                         | Javier Romo                 | Astana Qazaqstan Team       | 6 pts                       |                             |
| 5.º                         | Jonas Vingegaard            | Jumbo-Visma                 | 6 pts                       |                             |
| 6.º                         | Damiano Caruso              | Bahrain Victorious          | 6 pts                       |                             |
| 7.º                         | Juan Ayuso                  | UAE Team Emirates           | 4 pts                       |                             |
| 8.º                         | Lennard Kämna               | Bora-Hansgrohe              | 4 pts                       |                             |
| 9.º                         | Andreas Kron                | Lotto Dstny                 | 3 pts                       |                             |
| 10.º                        | Joel Nicolau                | Caja Rural-Seguros RGA      | 3 pts                       |                             |

### Clasificación de los jóvenes[6]
| Clasificación del mejor joven | Clasificación del mejor joven | Clasificación del mejor joven | Clasificación del mejor joven | Clasificación del mejor joven |
| Ciclista                      | Ciclista                      | Equipo                        | Tiempo                        |                               |
| ----------------------------- | ----------------------------- | ----------------------------- | ----------------------------- | ----------------------------- |
| 1.º                           | Remco Evenepoel               | Soudal Quick-Step             | 8 h 43 min 11 s               |                               |
| 2.º                           | Lenny Martinez                | Groupama-FDJ                  | + 11 s                        |                               |
| 3.º                           | Cian Uijtdebroeks             | Bora-Hansgrohe                | + 33 s                        |                               |
| 4.º                           | Santiago Buitrago             | Bahrain Victorious            | + 35 s                        |                               |
| 5.º                           | Juan Ayuso                    | UAE Team Emirates             | + 38 s                        |                               |
| 6.º                           | João Almeida                  | UAE Team Emirates             | + 42 s                        |                               |
| 7.º                           | Thymen Arensman               | Ineos Grenadiers              | + 45 s                        |                               |
| 8.º                           | Sean Quinn                    | EF Education-EasyPost         | + 1 min 39 s                  |                               |
| 9.º                           | Diego Camargo                 | EF Education-EasyPost         | + 1 min 47 s                  |                               |
| 10.º                          | Einer Rubio                   | Movistar Team                 | + 2 min 02 s                  |                               |

### Clasificación por equipos[7]
| Clasificación por equipos | Clasificación por equipos | Clasificación por equipos | Clasificación por equipos |
| Equipo                    | Equipo                    | Tiempo                    |                           |
| ------------------------- | ------------------------- | ------------------------- | ------------------------- |
| 1.º                       | Jumbo-Visma               | 25 h 35 min 20 s          |                           |
| 2.º                       | UAE Team Emirates         | + 5 s                     |                           |
| 3.º                       | Bora-Hansgrohe            | + 32 s                    |                           |
| 4.º                       | Soudal Quick-Step         | + 1 min 21 s              |                           |
| 5.º                       | Ineos Grenadiers          | + 1 min 40 s              |                           |
| 6.º                       | Bahrain Victorious        | + 2 min 20 s              |                           |
| 7.º                       | EF Education-EasyPost     | + 3 min 30 s              |                           |
| 8.º                       | Movistar Team             | + 3 min 32 s              |                           |
| 9.º                       | Arkéa-Samsic              | + 8 min 31 s              |                           |
| 10.º                      | Caja Rural-Seguros RGA    | + 12 min 12 s             |                           |

## Abandonos
Ninguno.